# 大本茨湖
54°12′00″N 10°37′00″E / 54.20010652019117°N 10.616741180419922°E
大本茨湖（德語：Großer Benzer See），是德國的湖泊，位於該國北部石勒蘇益格-荷爾斯泰因州，由東荷爾斯泰因縣負責管轄，面積0.13平方公里，海拔高度34米，平均水深5米，最大水深15.8米，水體容量63萬立方米，湖岸線長度1.3公里。